# Seealpsee
Seealpsee es un lago en la cordillera de Alpstein en el cantón de Appenzell Rodas Interiores en Suiza. Está localizado a 1,143.2 m s. n. m., cuenta con una superficie de 13,6 hectáreas (33,6 acre). Se puede llegar al lago a pie desde Wasserauen o desde Ebenalp. Es un destino turístico popular que cuenta con una red de rutas que conecta el Seealpsee con otros puntos de interés en los Alpes de Appenzell, como Wildkirchli o Säntis.
Lleva el nombre del Seealp adyacente. La primera mención de este data de 1682 como See Alper See.

## Coloración roja
El 14 de julio de 2010, la oficina de protección medioambiental y del agua del cantón de Appenzell Rodas Interiores publicó un comunicado debido a que el agua de éste se había tornado roja.
Dicho efecto se debería a la formación de un sedimento saturado de oxígeno. Según la teoría, la razón de su formación es el aumento de la pureza del lago debido a la disminución continua de la carga de nutrientes. Para verificar esta tesis, un equipo de buzos profesionales de la Universidad de Constanza tomó varias muestras analíticas del sedimento del lago. Estas muestras fueron llevadas a los laboratorios en la Universidad de Constanza, en donde se muestrearon en cajas bajo oxígeno y en ausencia de oxígeno. Si fuera cierto que los dinoflagelados se desarrollan mejor bajo el suministro de oxígeno, este sería un resultado valioso, ya que el alga roja podría usarse como un bioindicador para una calidad óptima del agua.

## Turismo
La Posada de la montaña de Forelle (Berggasthaus Forelle am Seealpsee), con una gran terraza al aire libre, corona el extremo occidental del lago.